# Ludwig Achim von Arnim
Carl Joachim Friedrich Ludwig von Arnim (26 tháng 1 năm 1781 - 21 tháng 1 năm 1831), được biết đến nhiều hơn là Achim von Arnim, là một nhà thơ và nhà văn người Đức cùng với Clemens Brentano và Joseph von Eichendorff, một nhân vật hàng đầu về Chủ nghĩa Lãng mạn Đức.

## Tiểu sử
Arnim sinh ra ở Berlin, từ một gia đình quý tộc Brandenburgian Uradel lần đầu tiên kể đến năm 1204. Cha của ông là linh mục Phổ (Kammerherr), Joachim Erdmann von Arnim (1741-1804), phái viên hoàng gia ở Copenhagen và Dresden, sau đó hoạt động làm giám đốc Tòa án Tòa án Berlin. Mẹ của ông, Amalia Carlonia Labes (1761-1781), chết ba tuần sau khi Arnim sinh.
Arnim và anh trai Carl Otto đã trải qua thời thơ ấu của họ với bà ngoại Caroline von Labes ở Zernikow và Berlin, nơi ông tham dự Phòng tập thể dục Joachimsthal. Năm 1798 ông tiếp tục học luật, khoa học tự nhiên và toán học tại Đại học Halle. Những bài viết đầu của ông bao gồm nhiều bài viết cho các tạp chí khoa học. Tác phẩm chính đầu tiên của ông, Theorie der elektrischen Erscheinungen (Lý thuyết các hiện tượng điện) cho thấy một sự nghiêng về siêu nhiên, phổ biến trong số các nhà thơ lãng mạn Đức. Tại Halle, ông đã liên kết với nhà soạn nhạc Johann Friedrich Reichardt, trong nhà ông đã làm quen với nhà thơ lãng mạn Ludwig Tieck. Từ năm 1800, ông tiếp tục học tại Đại học Göttingen, khi gặp Johann Wolfgang von Goethe và Clemens Brentano, ông đã nghiêng về các môn khoa học tự nhiên hướng về văn chương. Arnim nhận được bằng cấp của một bác sĩ Y khoa năm 1801, nhưng không bao giờ thực hành.

## Tác phẩm

### Tiểu thuyểt
- Hollin’s Liebeleben. 1802
- Ariel's Offenbarungen. 1804
- Armut, Reichtum, Schuld und Buße der Gräfin Dolores. 1810
- Die Kronenwächter. Band 1: Bertholds erstes und zweites Leben. 1817 (Band 2 wird als Fragment 1854 aus dem Nachlass von Ehefrau Bettina bearbeitet herausgegeben.)

### Erzählungen
- Aloys und Rose. 1803
- Erzählungen von Schauspielen. 1803
- Mistris Lee in der Sammlung Der Wintergarten. 2 Bände. 1809
- Isabella von Ägypten, Kaiser Karl des Fünften erste Jugendliebe. 1812
- Melück Maria Blainville. 1812
- Die drei liebreichen Schwestern und der glückliche Färber. 1812
- Angelika, die Genueserin, und Cosmus, der Seilspringer. 1812
- Die Einquartierung im Pfarrhause. 1817
- Frau von Saverne. 1817
- Die Weihnachts-Ausstellung. 1817
- Der tolle Invalide auf dem Fort Ratonneau. 1818 (Bản mẫu:DTAW)
- Seltsames Begegnen und Wiedersehen. 1818
- Die zerbrochene Postkutsche. 1818
- Juvenis. 1818
- Fürst Ganzgott und Sänger Halbgott. 1818
- Die Majoratsherren. 1820
- Owen Tudor. 1820
- Die Kirchenordnung. 1822
- Raffael und seine Nachbarinnen. 1824
- Die Verkleidungen des französischen Hofmeisters und seines deutschen Zöglings. 1824
- Metamorphosen der Gesellschaft in der Sammlung Landhausleben. 1826
- Die Ehenschmiede 1839

### Kịch
- Halle und Jerusalem. Studentenspiel und Pilgerabenteuer. 1811
- Schaubühne. Sammlung. 1813
- Die Gleichen. 1819
- Die Päpstin Johanna. 1846

### Thơ
- Des Knaben Wunderhorn. Volksliedersammlung in 3 Bänden. Mit Clemens Brentano. 1805, 1806 und 1808
  - Band 1. 1806. (Bản mẫu:DTAW)
  - Band 2. 1808. (Bản mẫu:DTAW)
  - Band 3. 1808. (Bản mẫu:DTAW)
- Kriegslieder. 1806
- Gedichte. 1856, 1976

### Verschiedenes
- Von Volksliedern. 1805
- Tröst Einsamkeit. Buchausgabe der von Arnim herausgegebenen Zeitung für Einsiedler. 1806
- Christopher Marlowe: Doktor Faustus. Übersetzung und Vorwort von Arnim. 1818
- Aufsätze und Erinnerungen eines Reisenden. 1829